# Toyota 86C
Chronologie des modèles
Toyota 85C Toyota 87C
La Toyota 86C (également appelée Dome 86C ou encore Toyota Dome 86C) est un prototype de course, construit par le constructeur japonais Toyota en partenariat avec Dome et homologué pour courir dans la catégorie FIA Groupe C de la Fédération internationale de l'automobile.